# (36214) 1999 TH201
1999 TH201 (asteroide 36214) é um asteroide da cintura principal. Possui uma excentricidade de 0.04344660 e uma inclinação de 10.81276º.
Este asteroide foi descoberto no dia 13 de outubro de 1999 por LINEAR em Socorro.